# Star Wars: Luz de los Jedi
Star Wars: Luz de los Jedi (Star Wars: The High Republic: Light of the Jedi en la versión en inglés) es la primera novela del proyecto multimedia Star Wars: The High Republic lanzado en 2021. La novela fue escrita por Charles Soule y está ambientada aproximadamente 200 años antes de los acontecimientos de Star Wars: La amenaza fantasma. Le siguió una secuela, Tormenta Creciente.

## Trasfondo
La historia presenta a varios Jedi poderosos durante una época de paz galáctica, denominada "La Alta República", mientras se preparan para lanzar el Faro Starlight, una enorme estación espacial que ayudará a la comunicación entre mundos distantes. La interferencia del malvado grupo pirata conocido como Nihil crea un evento hiperespacial catastrófico llamado "El Gran Desastre", que pone en peligro a los Jedi y los planetas que protegen.

## Trama
El Legacy Run, una nave de carga y pasajeros, acelera a través del hiperespacio y, mientras intenta evitar una colisión con un obstáculo inesperado, se rompe en muchos pedazos. Los restos de la gran nave comienzan a emerger del hiperespacio en diferentes lugares y momentos de la galaxia, provocando caos en las rutas espaciales y pérdidas de vidas desastrosas cuando los pedazos impactan en planetas ocupados. Los Jedi, liderados por Avar Kriss, intentan ayudar a los ciudadanos del Sistema Hetzal a escapar del desastre; Usan la Fuerza para desviar una parte del Legacy Run que contiene gas peligroso lejos de impactar contra el sol, lo que habría causado una explosión de supernova.
La canciller de la República, Lina Soh, cierra las rutas hiperespaciales. Con las ceremonias de apertura del recién terminado Faro Starlight a solo unas semanas de distancia, ella encarga a los Jedi descubrir la causa de las "emergencias" y encontrar una manera de predecir los próximos eventos. Mientras buscan respuestas en la galaxia, el grupo pirata conocido como Nihil busca aprovechar las rutas hiperespaciales cerradas. Marchion Ro, que ostenta el título de Ojo del Nihil, ha ideado una forma de predecir el camino de la próxima "emergencia" y manipula a los líderes Nihil, los Tempest Runners, en un plan para chantajear a los planetas que pronto serán destruidos por los escombros. Los Tempest Runners pronto comienzan a luchar entre sí y la codicia se apodera de ellos. Uno de ellos revela su presencia a la República durante un intento fallido de chantaje, y los Nihil se enfrentan en el espacio a cazas de la República y Jedi. Marchion Ro utiliza las luchas internas para tomar el control de la organización Nihil.
Marchion Ro envía fuerzas de los Nihil al planeta Elphrona para secuestrar a una familia adinerada. El Maestro Jedi Loden Greatstorm y su padawan Bell Zettifar frustran el intento, pero Loden Greatstorm es capturado por los Nihil. Marchion Ro le confiesa a Greatstorm que orquestó el accidente hiperespacial de Legacy Run, las "emergencias" y el rescate de la familia Jedi en Elphrona por parte de los Jedi, para crear el caos que lo llevó a su nuevo control de Nihil, así como a capturar un Jedi. Tiene más planes para los Jedi y los Nihil que aún no han sido revelados. Cuando cesan las "emergencias", Lina Soh vuelve a abrir las rutas hiperespaciales y lanza la apertura del Faro Starlight en un intento de devolver la esperanza a la galaxia.

## Personajes principales
- Avar Kriss, una Maestra Jedi, considerada la mejor y más noble de los Jedi. [1]
- Loden Greatstorm, un Maestro Jedi twi'lek, maestro del padawan Bell Zettifar. [1]
- Elzar Mann, un Jedi que forma una estrecha relación con Avar Kriss. [1]
- Burryaga, un padawan wookiee con mayor sensibilidad emocional. [2]
- Los Nihil, un grupo de merodeadores brutales y salvajes, con sede en el Borde Exterior. [3]
- Marchion Ro, el Ojo de los Nihil, un puesto importante dentro de la organización Nihil, que planea los ataques del grupo. [3]

## Recepción
En la primera semana de su lanzamiento, Luz de los Jedi fue la novela número 2 más vendida en Amazon, y la número 1 en la lista de ficción de tapa dura más vendida del New York Times, permaneciendo en la lista durante cuatro semanas. 
Luz de los Jedi recibió críticas en su mayoría positivas, aunque algunas fueron mixtas sobre la historia y su posición como introducción a la época. /Film calificó la novela como "un comienzo intrigante y ambicioso para una nueva era." y Screen Rant elogió los esfuerzos de Soule para lanzar la nueva saga: "La galaxia que presenta resulta familiar y, al mismo tiempo, diferente, apasionante de una manera absolutamente emocionante". El Washington Post identifica la novela como "un punto de entrada acogedor para los recién llegados a Star Wars, cuya historia puede resultar intimidante para los no iniciados".
Den of Geek dijo que la novela ofrece "una aventura excelente si eres capaz de quedarte el tiempo suficiente para resolver las cosas... Criaturas geniales, acción inventiva que dobla pero nunca rompe las reglas de la Fuerza, y relaciones y perspectivas convincentes están todos aquí". Pero Luz de los Jedi también requiere que el lector trabaje un poco, con una apertura que presenta tantos personajes que no hay tiempo para entender por qué uno debería preocuparse por alguno de ellos".
Forbes también dio a Luz de los Jedi una recepción mixta, calificando a "los Nihil y sus diversos líderes mucho más interesantes que los Jedi reales en esta historia", afirmando que "hay demasiadas perspectivas... tanto que es difícil realmente escoger personajes con los que sentir empatía". La revista Escapist criticó el "ritmo prolongado y las extrañas elecciones creativas" del libro, además de calificar su diálogo forzado y considerar que Luz de los Jedi es "una historia de desastre bastante tradicional".